# Łęgi Dębińskie

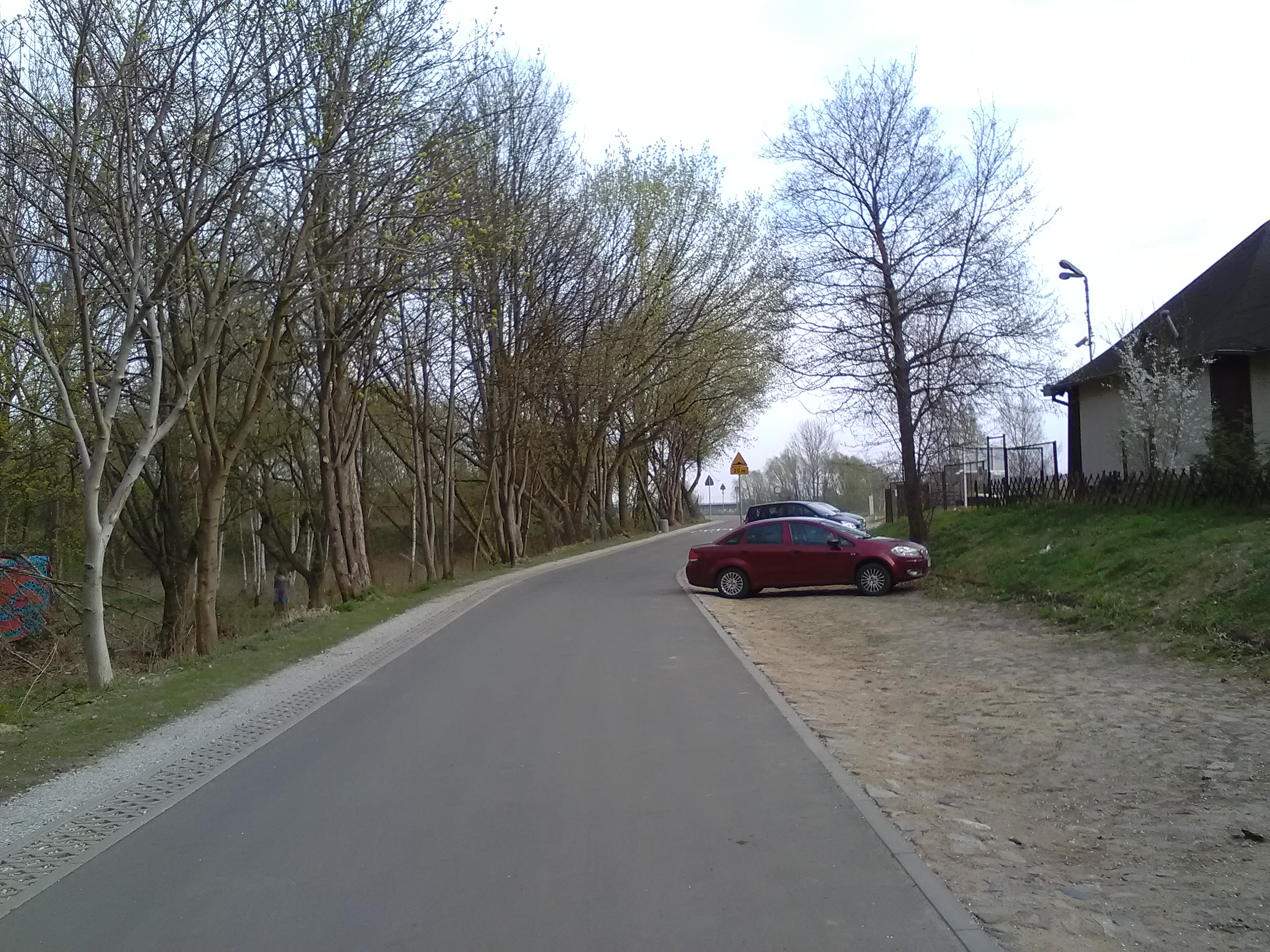
Ulica Piastowska przebiegająca po wale przeciwpowodziowym w stronę krzyżówki z ulicą Henryka Jordana, po prawej stronie widoczny fragment budynku Łazienek rzecznych (2018)

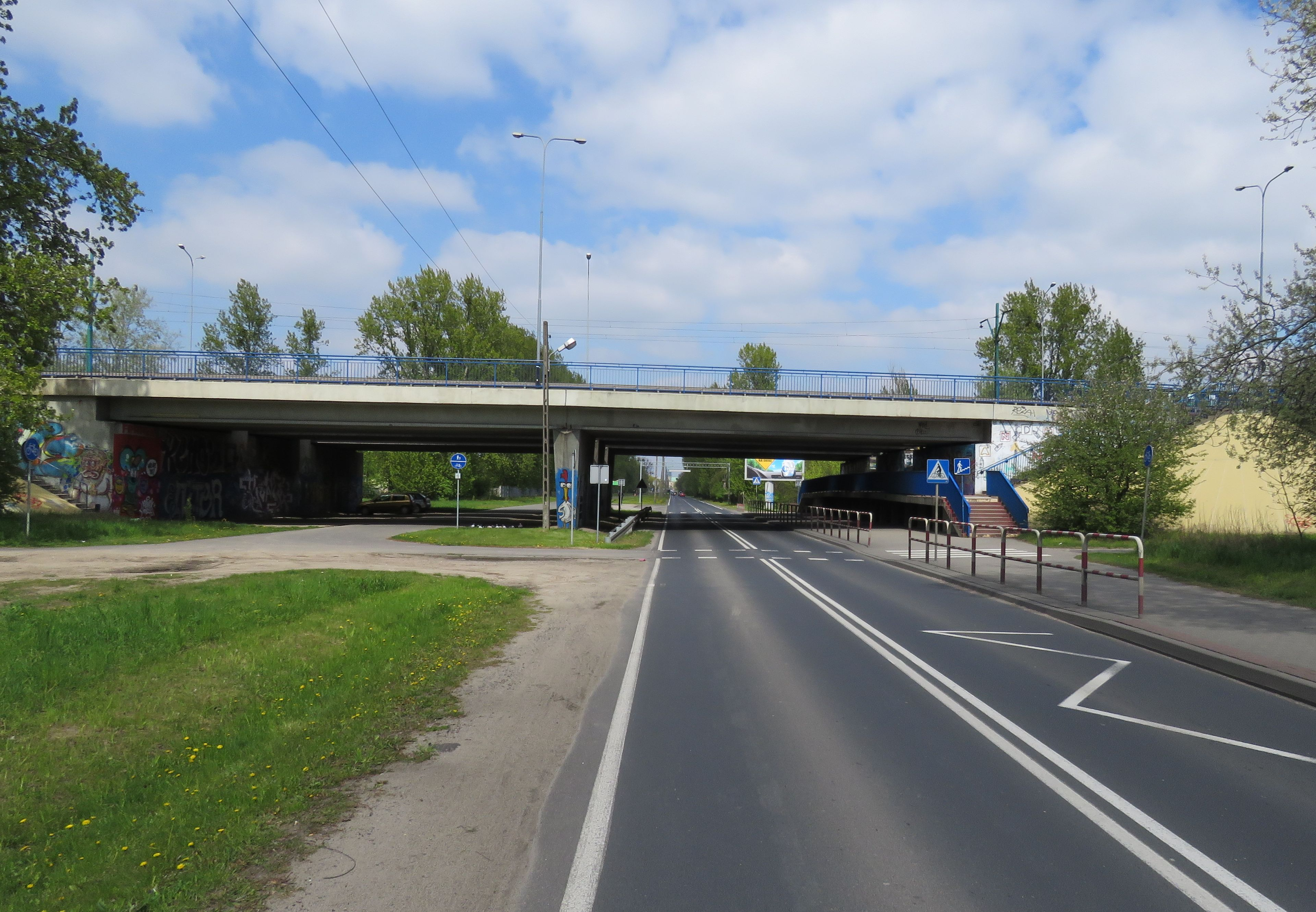
Droga Dębińska przebiegająca pod Wiaduktem Hetmańskim w kierunku centrum, po prawej stronie przystanek autobusowy Hetmańska Wiadukt (2017)

Łęgi Dębińskie – jednostka obszarowa utworzona w 2008 roku na potrzeby Systemu Informacji Miejskiej (SIM) w Poznaniu. Jednostka obszarowa formalnie nie jest osiedlem. Mieści się na terenie osiedla samorządowego Wilda.

## Obszar
Wedle Systemu Informacji Miejskiej granice Łęgów Dębińskich przebiegają od wschodu: od mostu Królowej Jadwigi rzeką Wartą do mostu Dębińskiego, od południa: torami kolejowymi do wiaduktu nad ulicą Dolna Wilda, od zachodu: ulicą Dolna Wilda, od północy: ulicą Królowej Jadwigi.

## Ważniejsze miejsca i zabytki
- Łazienki rzeczne, ul. Piastowska 71
- Dzieciniec pod Słońcem, siedziba Młodzieżowego Domu Kultury nr 1, ul. Droga Dębińska 21[2]
- dawna elektrownia gminna na Wildzie w Poznaniu, obecnie galeria sztuki SPOT, ul. Dolna Wilda 87
- Park Jana Pawła II
- Skwer Sprawiedliwych Wśród Narodów Świata
- Skwer Tajnej Organizacji Nauczycielskiej[3]

## Pomniki
- Pomnik Ofiar obozu pracy dla Żydów
- Krzyż Papieski
- Pomnik Pyry

## Obiekty sportowe
- Nowy stadion Warty Poznań, ul. Droga Dębińska 12
- Stary stadion Warty Poznań im. Edmunda Szyca, ul. Dolna Wilda
- Pływalnia przy ulicy Jana Spychalskiego
- Lodowisko Chwiałka

## Kino
- Multikino 51, ul. Królowej Jadwigi 51

## Oświata
- Akademia Wychowania Fizycznego im. Eugeniusza Piaseckiego, ul. Królowej Jadwigi 27/39

## Ulice
- Bielniki
- Jana Spychalskiego[a] (częściowo)
- Droga Dębińska
- Henryka Jordana
- Hetmańska (częściowo)
- Ku Dębinie
- Maratońska
- Olimpijska
- Piastowska
- Ojca Mariana Żelazka (dawny fragment ulicy Św. Jerzego)

## Komunikacja miejska
- Linie tramwajowe[5][6]:

-  1 Junikowo ↔ Franowo
-  7 Zawady ↔ Ogrody
-  11 Piątkowska ↔ Starołęka

- Linie autobusowe dzienne[6]:

-  171 os. Dębina ↔ os. Wichrowe Wzgórze
-  176 os. Dębina ↔ Garbary

- Linie autobusowe nocne[7]:

-  238 Rondo Kaponiera ↔ os. Orła Białego
-  243 Rondo Kaponiera ↔ os. Dębina (wyznaczone kursy do pętli Luboń/Kręta)

- Linie autobusowe podmiejskie[6]:

-  603 Łęczyca/Dworcowa ↔ Garbary